# 孫昌齡
孫昌齡（？—1649年），字二如，又字念劬，号元岳，北直隸真定府趙州寧晉縣（今河北省寧晉縣）人，明朝進士，清朝政治人物。

## 生平
萬曆四十年（1612年）壬子领乡荐，四十七年，登己未科進士。除山东登州府推官，署理文登县，天啓元年本省同考，三年行取吏部稽勋司主事，四年典试陕西，升本司员外郎，調文选司，本年冬谢病归。崇祯三年起稽勋司郎中，調验封司，四年调文选司员外郎，抵夏，力求终养去。八年，晋考功司郎中，移文选司。以事遣戍清源。十六年冬以荐起，补验封司郎中，旋归隐广阿。
清朝順治年間，给事中孫承澤推荐，擔任吏部考功司郎中，二年（1645年）秋七月转尚宝司卿，任山西鄉試考官。顺治三年（1646年）丙戌擔任右通政。順治四年，升任太僕寺卿。次年，升任左副都御史。顺治七年己丑七月七日卒，赠右都御史，谥“恭宪”。

## 家族
曾祖孫通訓。祖父孙恬，增生。父孙大受，寿官、乡宾，封吏部验封司员外郎。